# Isibeal Atkinson
Isibeal Carolan „Izzy“ Atkinson (* 17. Juli 2001 in Rush) ist eine irische Fußballspielerin.

## Karriere

### Vereine
In ihrer Jugend spielte sie von 2014 bis 2017 beim Enniskerry FC und wechselte danach im Juli 2017 zum WNL-Klub Shelbourne FC. Nach einigen Jahren hier, wechselte sie im Februar 2021 nach Schottland, wo sie nun für Celtic spielte. Im Juli des darauffolgenden Jahres 2022 verließ sie dann Celtic, um sich dem englischen Super League Klub West Ham United anzuschließen.

### Nationalmannschaft
Im Oktober 2017 wurde sie erstmals für ein Spiel der irischen A-Nationalmannschaft nominiert. Bei dem Qualifikationsspiel zur Weltmeisterschaft 2019 gegen die Slowakei, kam sie jedoch nicht zum Einsatz. Am 22. Januar 2018 kam sie dann aber zu ihrem ersten Einsatz, als sie in der 90. Minute bei einem 3:1-Freundschaftsspielsieg über Portugal für Leanne Kiernan eingewechselt wurde.
Im Juni 2023 wurde sie für den vorläufigen Kader für die Endrunde der Weltmeisterschaft 2023 nominiert.  Am 28. Juni 2023 wurde sie für den finalen WM-Kader nominiert.